# X Games Norway 2018
X Games Norway 2018 er et ekstremsportsevent afholdt fra 18. maj til 20. maj 2018 i Oslo, Norge. Dette var tredje gang X Games blev afholdt i Norge.
Der blev konkurreret i tre discipliner (Ski Big Air, Snowboard Big Air og Skateboard Street) hos både mænd og kvinder. Vinterdisciplinerne (ski og snowboard) blev afholdt i Fornebu, Bærum og sommerdisciplinerne (skateboard) i Skur 13 i Oslo.

## Program
| Dato    | Kl.   | Disciplin                           |
| ------- | ----- | ----------------------------------- |
| 18. maj | 12:00 | Skateboard Street, kval (m)         |
| 18. maj | 13.40 | Skateboard Street, finale (k)       |
| 19. maj | 09:00 | Ski Big Air, kval (m)               |
| 19. maj | 10:05 | Snowboard Big Air, kval (m)         |
| 19. maj | 11:30 | Ski Big Air, finale (k)             |
| 19. maj | 12:30 | Snowboard Big Air, finale (k)       |
| 19. maj | 13:30 | Ski Big Air, finale (m)             |
| 19. maj | 15:00 | Snowboard Big Air, finale (m)       |
| 20. maj | 12:00 | Skateboard Street, nordisk kval (m) |
| 20. maj | 13:30 | Skateboard Street, finale (m)       |

Alle tider er i CET.

## Resultater

### Ski Big Air
|         | Guld             | Guld  | Sølv           | Sølv  | Bronze         | Bronze |
| ------- | ---------------- | ----- | -------------- | ----- | -------------- | ------ |
| Mænd    | Birk Ruud        | 85,33 | Henrik Harlaut | 83,99 | Øystein Bråten | 72,32  |
| Kvinder | J.-L. Burmansson | 77,66 | Giulia Tanno   | 73,66 | Tiril Sjåstad  | 73,33  |

### Snowboard Big Air
|         | Guld          | Guld  | Sølv             | Sølv  | Bronze         | Bronze |
| ------- | ------------- | ----- | ---------------- | ----- | -------------- | ------ |
| Mænd    | Takeru Otsuka | 91,00 | Marcus Kleveland | 86,33 | Chris Corning  | 83,66  |
| Kvinder | Kokomo Murase | 78,66 | Julia Marino     | 72,99 | Enni Rukajarvi | 66,99  |

### Skateboard Street
|         | Guld           | Guld  | Sølv         | Sølv  | Bronze         | Bronze |
| ------- | -------------- | ----- | ------------ | ----- | -------------- | ------ |
| Mænd    | Kelvin Hoefler | 94,33 | Jagger Eaton | 88,00 | Felipe Gustavo | 83,66  |
| Kvinder | Letícia Bufoni | 84,66 | Lacey Baker  | 78,33 | Pamela Rosa    | 75,33  |